# Marius Thorp
Marius Thorp, född 28 juni 1988, från Bærum är en norsk golfspelare. Hans hemmaklubb är Bærum Golfklubb. Han går just nu på Norges Toppidrettsgymnas i Bærum, och är en del av Norges Golfförbunds toppsatsning Team Norway.
Genom att vinna EM för amatörer 2005, för övrigt som en av de yngsta spelarna i fältet (17 år), kvalificerade han sig till The Open Championship i juli 2006. Han blev därmed den fjärde norrman som deltog i turneringen genom tiderna. Här gick han totalt på par och blev nummer 48 och bäste amatör, och dessutom första norrman att klara cutten i en major-turnering.